# Schinziophyton rautanenii

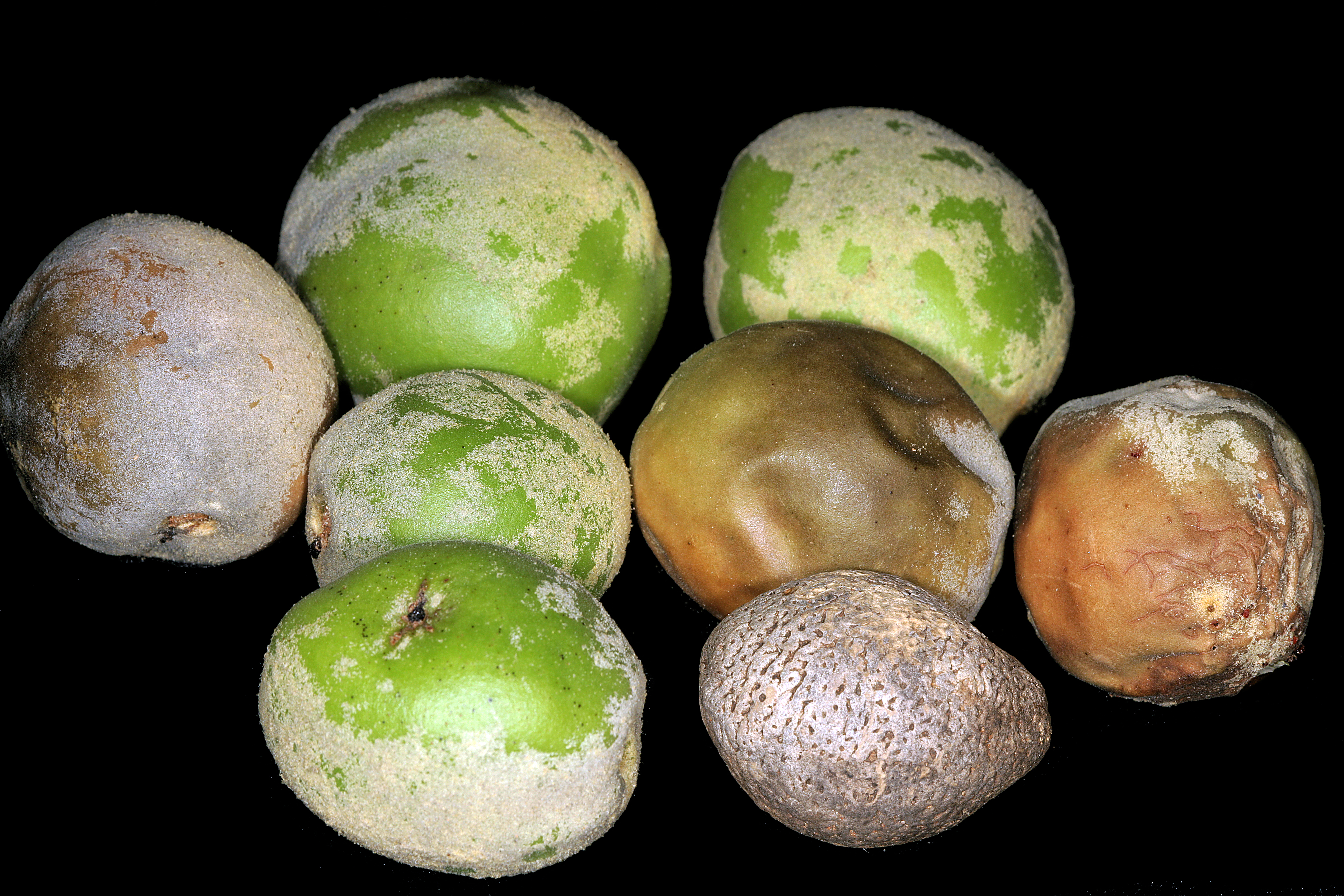
Früchte von Schinziophyton rautanenii

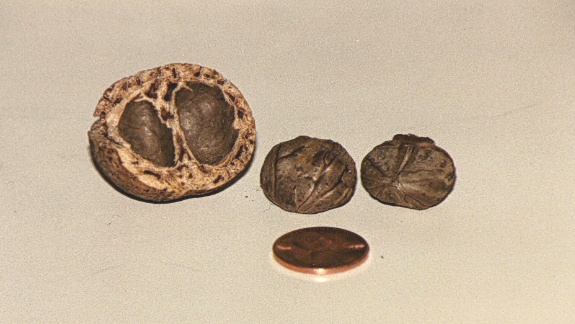
Steinkern und Samen

Schinziophyton rautanenii, auch bekannt als Manketti oder Mongongo, ist ein Baum aus der Familie der Wolfsmilchgewächse, der im zentralen bis südlichen Afrika vorkommt. Es ist die einzige Art der Gattung Schinziophyton.

## Beschreibung

### Vegetative Merkmale
Schinziophyton rautanenii wächst als laubabwerfender, schnellwüchsiger Baum mit rundlicher bis ausladender Krone und wird etwa 10–20 Meter hoch. Der Stammdurchmesser kann bis zu 100 Zentimeter betragen. Die bräunlich-graue Borke ist relativ glatt bis schuppig. Der Stamm und die Äste führen ein Exsudat.
Die langgestielten, wechselständigen Laubblätter sind zusammengesetzt und handförmig, mit drei bis sieben ledrigen, fingerartigen Blättchen. Die verkehrt-eiförmigen bis elliptischen und gestielten Blättchen sind bis 13 Zentimeter lang und bis 9 Zentimeter breit, wobei die seitlichen Blättchen kleiner sind. Sie sind unterseits viel heller und meist ganzrandig bis schwach, entfernt gesägt; die Spitze ist abgerundet oder rundspitzig bis spitz. Der Blattrand besitzt einige dunkle Drüsen, am oberen Blattstiel, am Ansatz der Blättchenstiele, sitzen zwei bis vier Drüsen. Die Nervatur ist heller, weißlich und vorwärts gefiedert. Die Blätter sind oberseits mehr oder weniger kurzhaarig und unterseits kurzhaarig bis filzig, die Blatt- und Blättchenstiele sind dicht filzig behaart. Es sind dickliche, fächerförmige und abfallende Nebenblätter vorhanden.

### Generative Merkmale
Schinziophyton rautanenii ist zweihäusig getrenntgeschlechtlich diözisch. Es werden lockere, büschelige bis rispige und eingeschlechtliche Blütenstände gebildet. Die weiblichen Blütenstände sind viel kleiner und weniger verzweigt als die männlichen. Die weißlichen bis gelben, gestielten und eingeschlechtlichen Blüten sind vier- bis fünfzählig mit doppelter Blütenhülle. Die Blütenstands- und Blütenstiele sind filzig behaart. Es ist jeweils ein fleischiger, lappiger Diskus vorhanden. Der vier- oder fünfteilige, bräunlich-gelbe Kelch ist jeweils innen und außen kurzhaarig, filzig mit freien Lappen, die fünfteilige, leicht fleischige Blütenkrone ist kahl und besitzt eine sehr kurze, breite Kronröhre mit freien Lappen. Die weiblichen Blüten sind länger gestielt und größer. Bei den weiblichen Blüten ist der Kelch fünfteilig und es ist ein oberständiger, kurzhaariger und dreikammeriger Fruchtknoten mit sitzender, zweiteiliger und rötlicher Narbe vorhanden. Bei den männlichen Blüten sind pfriemliche, filzige Deckblätter vorhanden und der Kelch ist vierteilig, zudem sind etwa 15–20 meist eingeschlossene Staubblätter ausgebildet.
Es werden etwa 5–7 Zentimeter große, rundliche bis ellipsoide und gelb-bräunliche, anfänglich kurz filzig behaarte, später fast kahle und ledrige Steinfrüchte gebildet. Die Früchte fallen oft noch grün, unreif vom Baum und reifen dann am Boden nach. Das wenige Fruchtfleisch ist relativ trocken, mehlig und schwammartig. Der eiförmige bis ellipsoide, poröse und löchrige, hellbraune Steinkern (Nuss) ist meist einsamig, hart sowie dickschalig und ist etwa 1,5–2,5 Zentimeter groß. Die elliptischen bis rundlichen, bis etwa 2 Zentimeter großen, harten Samen sind etwas abgeflacht, runzlig, furchig und braun.

## Systematik
Die Erstbeschreibung des Basionyms Ricinodendron rautanenii erfolgt 1898 durch Hans Schinz im Bulletin de l’Herbier Boissier 6: 744. Die Gattung Schinziophyton wurde durch John Hutchinson aufgestellt und erst postum 1990 durch Alan Radcliffe-Smith in Kew Bull. 45(1): 157 eingeführt, für die Umteilung des Basionyms in eine neue Gattung. Weitere Synonyme sind Ricinodendron viticoides Mildbr. und Vitex lukafuensis De Wild. Der Gattungsname Schinziophyton ehrt den Schweizer Botaniker Hans Schinz (1858–1941).

## Verwendung
Früchte und Samen sind essbar. Die Früchte werden roh oder gekocht sowie als Fruchtpulver verwendet. Die Samen werden roh oder geröstet gegessen, auch kann aus ihnen ein trocknendes Öl gewonnen werden. Es dient als Speiseöl oder wird in der Kosmetik sowie in Lacken und Farben oder für Seifen verwendet.
Das nicht beständige Holz ist weich und leicht, es ist ähnlich wie Balsaholz.